# Franco Cavallo
Franco Cavallo (Nápoles, 26 de septiembre de 1932-Nápoles, 9 de enero de 2022) fue un deportista italiano que compitió en vela en la clase Star.
Participó en los Juegos Olímpicos de México 1968, obteniendo una medalla de bronce en la clase Star. Ganó una medalla de bronce en el Campeonato Europeo de Star de 1962.

## Palmarés internacional
| Juegos Olímpicos   | Juegos Olímpicos          | Juegos Olímpicos  | Juegos Olímpicos |
| Año                | Lugar                     | Medalla           | Clase            |
| ------------------ | ------------------------- | ----------------- | ---------------- |
| 1968               | Ciudad de México (México) | Medalla de bronce | Star             |
| Campeonato Europeo |                           |                   |                  |
| Año                | Lugar                     | Medalla           | Clase            |
| 1962               | Cascaes (Portugal)        | Medalla de bronce | Star             |